# Fabien Camberlin
 (avril 2009).
Si vous disposez d'ouvrages ou d'articles de référence ou si vous connaissez des sites web de qualité traitant du thème abordé ici, merci de compléter l'article en donnant les références utiles à sa vérifiabilité et en les liant à la section « Notes et références ».
Fabien Camberlin, né le 27 juillet 1976, est un joueur français de billard français (billard carambole) évoluant actuellement (2011) au club de Dijon Toison d'Or, ayant remporté de nombreux championnats nationaux.

## Palmarès européen
- Champion de Belgique Jeunesse en 1990
- Vainqueur de la coupe Van Beem avec l'équipe de Belgique en 1990

## Palmarès français
- 9 Finales de France joué dont 7 podiums
- Champion de France Libre 4e cat en 1995
- Champion de France Coupe des Provinces (équipe de Champagne) en 1996
- Vice-Champion de France Bande N1 en 2006
- Médaille de Bronze au Championnat de France Libre N1 en 2006
- Médaille de Bronze au Championnat de France Cadre N1 en 2007
- Vice-Champion de France Libre N1 en 2008
- Champion de France Cadre N1 en 2008

## Tournoi Ranking
- 3e au tournoi Master à la Bande à Laxou en 2008

## Site Internet
- www.camberlin.com